# Irina Press
Irina Natanovna Press (Russisch: Ирина Натановна Пресс) (Charkov, 10 maart 1939 - Moskou, 22 februari 2004) was een atlete uit de Sovjet-Unie.

## Loopbaan
Press zette in september 1959 een wereldrecord op de vijfkamp. Dat was op de Olympische Zomerspelen van Rome in 1960 nog geen olympische discipline, maar Press won wel goud op de 80 meter horden, en werd vierde met de Sovjetploeg op de 4 × 100 meter estafette. Haar twee jaar oudere zus Tamara won er goud in het kogelstoten en zilver in het discuswerpen.
De Olympische Spelen van Tokio '64 voegden de vijfkamp voor vrouwen toe aan het olympisch programma. Press verbeterde er voor de zesde en laatste keer het wereldrecord (naar 5246 punten) op weg naar haar tweede olympisch goud. Als titelverdedigster viel ze op de 80 m horden net naast het podium. Ze werd ook zesde in het kogelstoten, na haar zus Tamara, die haar titel verlengde.
Ook op de 80 m horden evenaarde Press drie maal het wereldrecord, maar pas in 1965 liep ze met 10,3 s ook een nieuw record.
Verder won Press ook titels op de Universiade van 1961 en de Europese indoorkampioenschappen van 1966.